# Ŭ
Ŭ, ŭ — 26-а літера абетки Есперанто, що зображає звук [w] та створена на основі літери U. Діактричний знак над літерою називається бревісом.
Також літера використовувалась у латинізованому варіанті білоруської мови та була раніше частиною румунської абетки. Літера дуже схожа на Ǔ — частину піньїну, що є однією з форм китайської графіки.

## Білоруська мова
Букву ŭ білоруською називають «у нескладовае» (романізованою: u nieskładovaje), оскільки вона нагадує голосну [u], але не утворює складів. Це алофон [v], який утворює дифтонги aŭ, eŭ, oŭ і еквівалентний [u̯]. Його кириличний аналог — ў. Хоча в часи незалежности Білорусі (особливо в атласах National Geographic), кирилична буква ў передається як w.

## Есперанто
Ŭ (ŭo) позначає напівголосний звук [w]. Це такий самий звук як у слові вовк, павза, лавреат. Оскільки есперанто створене як мова міжнародного спілкування й мусить бути максимально простою для вжитку, літера ŭ використовується для підтримки милозвучності й чергування голосних і приголосних. Зазвичай вживається в буквосполученнях aŭ та eŭ, рідше oŭ. Наприклад: Eŭropo, aŭroro, laŭta.
Це єдина літера Есперанто з діактричним знаком, де цим діактричним знаком є не циркумфлекс, а бревіс.
Були думки замінити її латинською літерою w, але ця думка не набула великого поширення й мала масу супротивників.

### x- та h- системи
Оскільки за часів Людовика Лазара Заменгофа на друкарських машинках не було цього символу, а в сучасності не всі комп'ютери та пристрої підтримують абетку Есперанто, Людвік дозволив використовувати x- та h- коди. Він дозволив замінювати ексклюзивні для есперанто букви диграфами — комбінацією оригінальної літери латиниці з x, або h: Euxropo, auxroro, lauxta, або Euhropo, auhroro, lauhta.

## Румунська мова
Раніше літера Ŭ була частиною румунського алфавіту. Ŭ з бревісом вживалося лише в кінці слова. По суті, це був латинський еквівалент слов’янської мови, що зустрічається в таких мовах, як російська. Без вимови в більшості випадків вона служила для вказівки на те, що попередня приголосна не була палаталізована, або що попереднє i було голосною [i], а не просто маркером палаталізації. З часом ŭ стояло замість напівголосної u, як у словах eŭ, aŭ та meŭ, що сьогодні пишеться без бревіса. Колись вона часто зустрічається і сьогодні в імені автора Матей Карагіале — Mateiŭ. 

## Інші використання

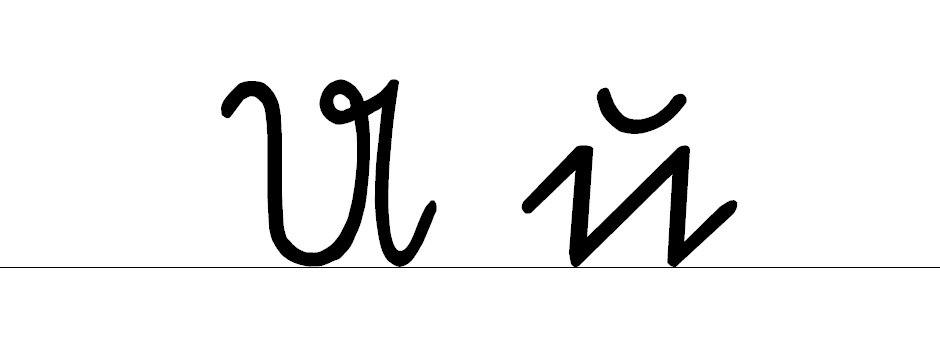
Зюттерлинове "u"

У деяких філологічних транскрипціях латинською мовою "ŭ" позначає коротке U — наприклад, "fŭgō" ([ˈfʊɡoː], щоб прогнати), проти "fūmō" ([ˈfuːmoː], палити).
Літера також часто використовується серед славістів для позначення короткої задньої закритої голосної праслов’янської мови.
Романізація корейською мовою МакКуйна – Рейшауера використовує "ŭ" для позначення близької задньої незакругленої голосної в 으.
Вона також використовується в ISO 15919 для транскрипції самвṛтōкарама на мові малаялам, епентетичної голосної.
Кілька схем вимови англійських слів використовували "ŭ". Наприклад, Американський словник англійської спадщини вживає "ŭ" для /ʌ/, голосну в англійському слові "cut".
У готичному курсиві, застарілому письмі, що використовується в німецькому почерку, мала літера "u" мала символом бревіса для того, щоб відрізнити його від ідентичної інакшої букви "n". Скрипт використовувався для навчання письма в школах; останній варіант, відомий як Шрифт Зюттерлина, ще в 1941 році. Укорінена звичка писати "ŭ" на "u" зберігалася довгий час, навіть коли люди переходили на скорописні шрифти з легко помітними формами для "u" і "n", іноді призводить до плутанини між "ŭ" (що означає "u") і "ü" у наступних поколінь, не виховуваних за допомогою цієї галочки.